# 1249 en santé et médecine
| Années de la santé et de la médecine : 1246 - 1247 - 1248 - 1249 - 1250 - 1251 - 1252    |
| Décennies de la santé et de la médecine : 1210 - 1220 - 1230 - 1240 - 1250 - 1260 - 1270 |

Cet article présente les faits marquants de l'année 1249 en santé et médecine.

## Événements

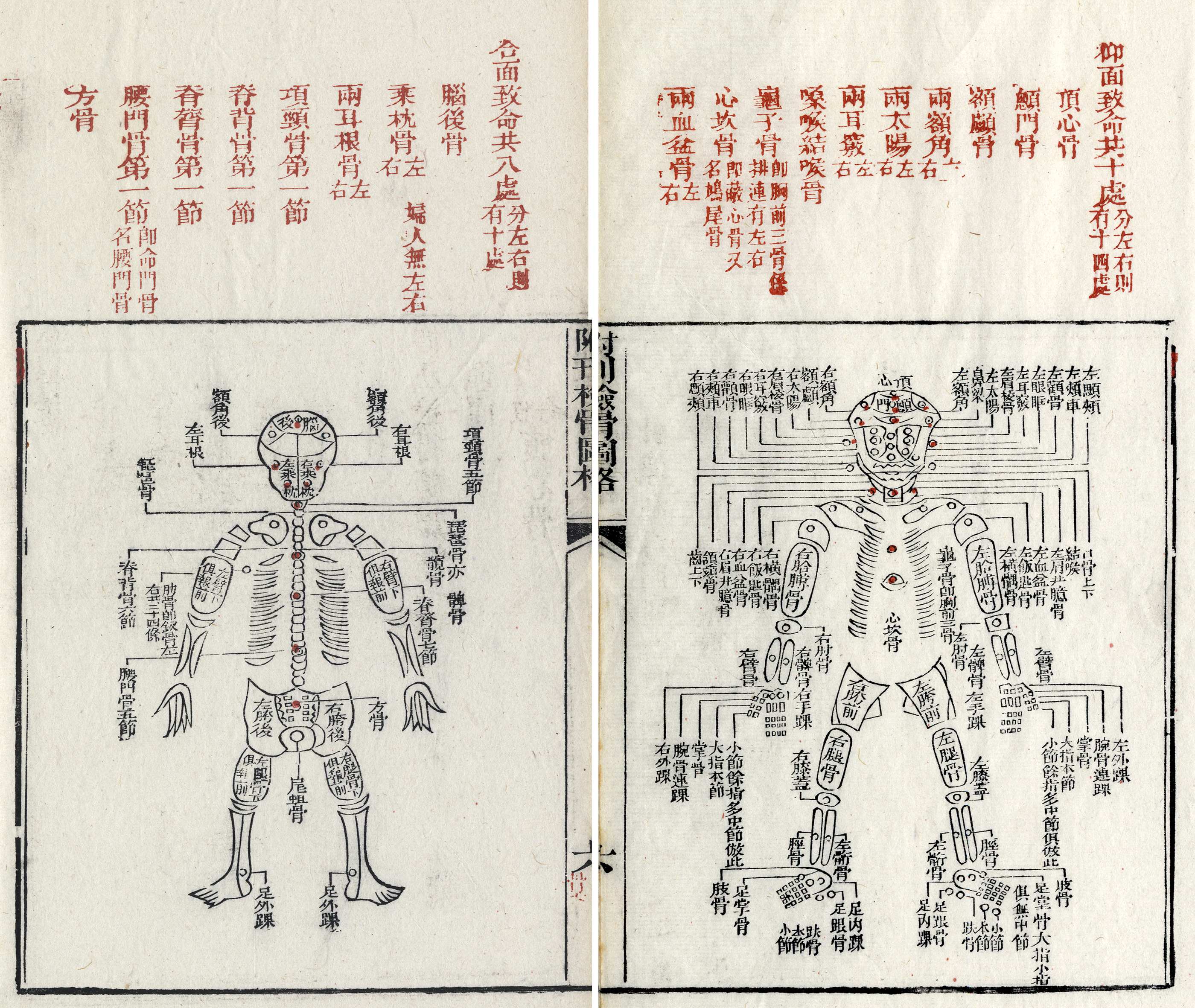
« Nomenclature
des os humains »
Song Ci, Xi Yuan Ji Lu

- En Égypte, l'armée de Louis IX est ravagée par le scorbut, maladie dont Joinville décrira ainsi les symptômes : « La chair de nos jambes séchait toute et le cuir de nos jambes devenait tavelé de noir et de terre, et à nous qui avions cette maladie venait chair pourrie aux gencives, et nul n’échappait. Le signe de mort était que là où le nez saignait, il fallait mourir[2]. »
- Maîtresse Hersend (encore active en 1259), l'une des deux seules chirurgiennes royales connues, accompagne Saint-Louis à Damiette pendant la septième croisade et, de retour, le roi lui ayant accordé une rente à vie, elle épousera Jacques, apothicaire royal, et deviendra propriétaire à Paris[3].
- Fondation de l'hôpital Saint-Jean de Bourbourg, dans le comté de Flandre[4].
- Fondation par Walter Suffield (en) du St. Giles's Hospital, futur Grand Hôpital (en) de Norwich[5].
- Fondation de l'hôpital de Montbéliard par le comte Thierry III [6].
- L'hôpital Saint-Jean de Damme, dans le comté de Flandre, est mentionné pour la première fois[7].
- Les statuts de la confrérie hospitalière de Saint-Jacques, à Tongres, bonne ville de la principauté de Liège, prescrivent l'accueil, non pas seulement des pèlerins – sans mention particulière, d'ailleurs, de ceux de Compostelle – mais des pauvres, des malades et, d'une façon générale, de tous les démunis[8].
- Vers 1249 : fondation d'un hôpital sur la paroisse de Saint-Laurent, dans le comté de Provence.
- Vers 1249 : fondation de l'hôpital de Lessines, dans le comté de Hainaut[9].

## Publication
- Parution du Pi Wei Lun (« Traité de la rate et de l'estomac ») du médecin chinois Li Dongyuan (1180-1251[10]).

## Naissance
- Alida de Sienne (morte en 1309), devenue hospitalière de l'Observance à la mort de son mari et sanctifiée par l'Église catholique pour avoir consacré le reste de son existence au soin des démunis[11].

## Décès
- Song Ci (né en 1186), médecin légiste chinois, auteur du Xi Yuan Ji Lu (« Cas collectés d'injustices réparées »), premier traité de médecine légale, achevé en 1242[12],[13].